# Longueau
Longueau là một xã ở tỉnh Somme, vùng Hauts-de-France, Pháp.
Thị trấn này tọa lạc 4 dặm Anh về phía đông nam của Amiens.

## Dân số
| 1936                                                         | 1946 | 1954 | 1962 | 1968 | 1975 | 1982 | 1990 | 1999 | 2004 |
| ------------------------------------------------------------ | ---- | ---- | ---- | ---- | ---- | ---- | ---- | ---- | ---- |
| 3906                                                         | 2770 | 4811 | 5316 | 5485 | 5598 | 5309 | 4940 | 5210 | 5179 |
| Số liệu điều tra dân số từ năm 1962, dân số không tính trùng |      |      |      |      |      |      |      |      |      |